# 西和賀町
西和賀町（日语：／ Nishiwaga machi */?）是位於日本岩手縣西部的町，隸屬於和賀郡。轄區地處在被山岳包圍的盆地内，和賀川流經町内並往東流，當地人口則主要集中在國道107號和岩手・秋田縣道1號的沿線地區。西和賀町在對外通勤、就學與消費活動上較依賴東邊的北上市。

## 地理
西和賀町境內約89%的面積被山林與原野覆蓋，4%的土地為農業用地。轄區地處在海拔250至440公尺的盆地内，北部坐落著和賀岳，南部的南本内岳則位於栗駒國定公園的範圍內。北上川的最大支流和賀川以L型流經中央地區，並在北上市注入北上川。錦秋湖的周邊地區則位於湯田溫泉峽縣立自然公園的範圍內。

### 氣候
西和賀町的年均溫約9.1℃，年降雨量則約2100毫米。當地的降雪期從11月下旬持續至隔年4月，積雪深度最高達2公尺，是縣內屈指可數的特別豪雪地帶。

## 歷史
西和賀町自古時便有人類居住，位於白木野地區的大台野遺跡曾發掘出約3萬5千年前的石器和木炭碎片等文物。當地在江戶時代隸屬於盛岡藩。明治22年（1889年），日本實施町村制，並在當地設置湯田村與澤内村。昭和39年（1964年），湯田村改制成湯田町。平成17年（2005年）11月1日，湯田町與澤内村合併成現今的西和賀町。

## 行政
現任町長内記和彥於2021年11月在選舉中當選，其任期將持續至2025年11月。

## 經濟
根據日本2020年的國勢調查統計，西和賀町的就業人口中有22.1%從事第一級產業，23.1%的就業人口從事第二級產業，其餘的54.7%則從事第三級產業。由於境內的礦山封山和湯田水壩的落成，使當地從事第二級產業的就業人數大幅度減少。而西賀町的第三級產業則是以轄區內的溫原為中心發展的服務業，但近年來當地的遊客人數從2000年的69萬5千人下降至2018年的43萬1千人。2020年則受到嚴重特殊傳染性肺炎疫情的影響下滑至30萬8千人。

## 教育
西和賀町内共有2所小學校、1所中學校與1所高等學校（岩手縣立西和賀高等學校）。根據2023年的統計，境內的小學校共有134名學生，中學校則共有91名學生。

## 交通
國道107號和東日本旅客鐵道的北上線並行穿越西和賀町，其中北上線由西往東設置湯田高原站、安心湯田站與湯田錦秋湖站。